# Trimeresurus phuketensis
Espèce
Trimeresurus phuketensis est une espèce de serpents de la famille des Viperidae. 

## Répartition
Cette espèce est endémique de l'île de Phuket en Thaïlande.

## Étymologie
Son nom d'espèce, composé de phuket et du suffixe latin -ensis, « qui vit dans, qui habite », lui a été donné en référence au lieu de sa découverte.

## Publication originale
- Sumontha, Kunya, Pauwels, Nitikul & Punnadee, 2011 : Trimeresurus (Popeia) phuketensis, a New Pitviper (Squamata: Viperidae) from Phuket Island, Southwestern Thailand. Russian Journal of Herpetology, vol. 18, n. 3, p. 11-17.